# Begraafplaats van Waasmunster
De Begraafplaats van Waasmunster, is een gemeentelijke begraafplaats gelegen in de Belgische gemeente Waasmunster (provincie Oost-Vlaanderen), en ligt aan de Pontravelaan op 300 m ten zuiden van de Onze-Lieve-Vrouwkerk, dicht bij de Durme.

## Britse oorlogsgraven
Op de begraafplaats liggen 1 Canadees en 3 Britse militairen uit de Tweede Wereldoorlog die dienden bij de Royal Air Force. Zij sneuvelden op 14 oktober 1941 toen ze met hun Handley Page Hampden op weg waren naar Keulen voor een bombardementsopdracht
Hun graven worden onderhouden door de Commonwealth War Graves Commission en zijn daar geregistreerd onder Waasmunster Communal Cemetery.